# أولاد خليفة (سيدي موسى لمهاية)
أولاد خليفة هي إحدى مشيخات المملكة المغربية، تتبع جغرافيا لعمالة وجدة أنكاد وإداريًا لسيدي موسى لمهاية. يقدر عدد سكانها بـ 9459 نسمة حسب الإحصاء الرسمي للسكان والسكنى لسنة 2004.